# لان كواي فونغ

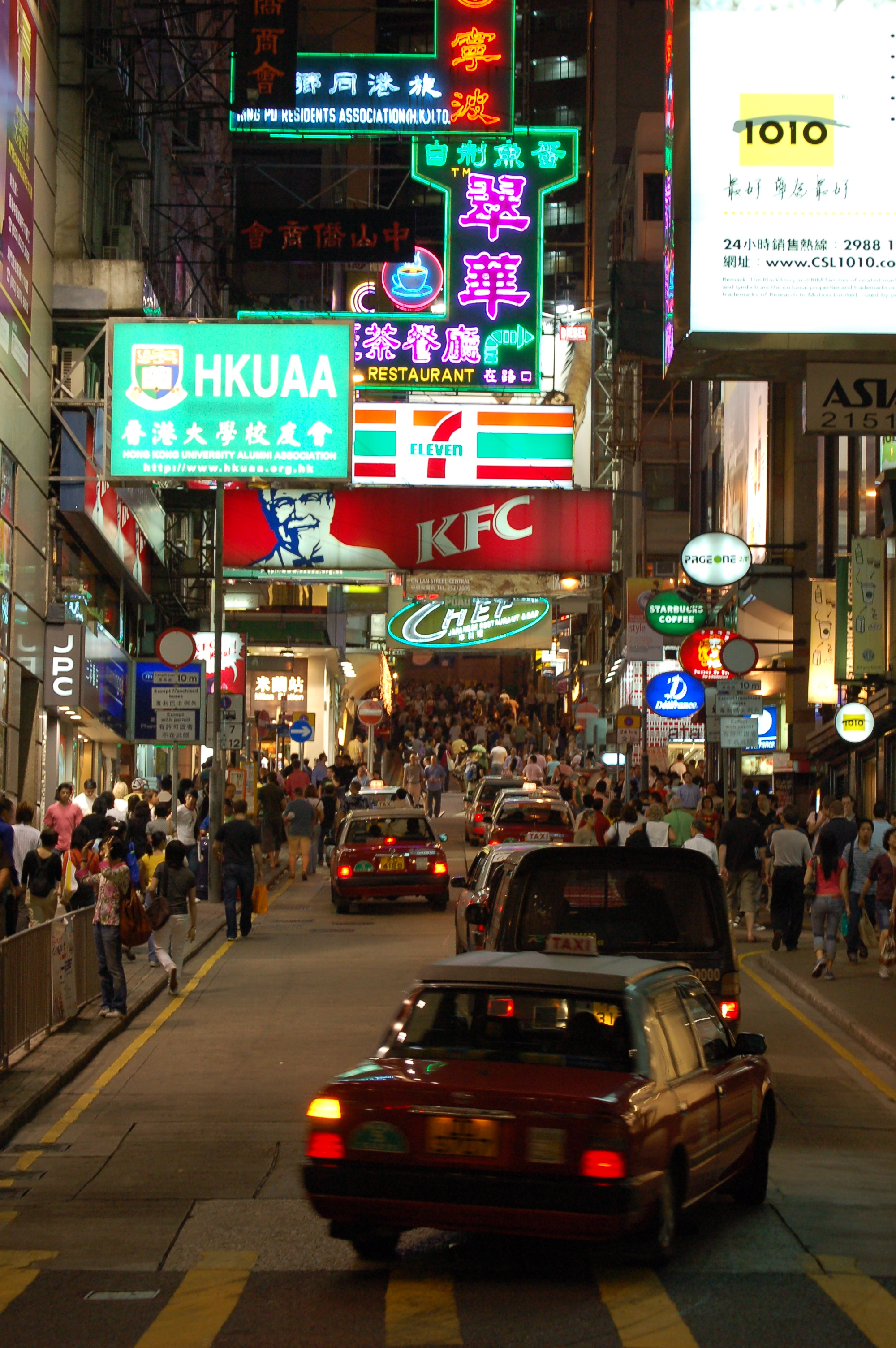
لان كواي فونغ في المساء

لان كوان فونغ أحد الشوارع الشهيرة في وسط غرب هونغ كونغ، وقد كانت هذه المطقة مخصصة للباعة المتجولين قبل الحرب العالمية الثانية ولكنه الآن المكان الأكثر شعبية عند السياح الأجانب للاحتفالات بوجود نوادي ومطاعم فاخرة.

## نبذة تاريخية
كما ذكرنا كانت فإن الشارع كان مخصصا للباعة المتجولين قبل الحرب العالمية الثانية لكن بعدها أصبخت تضم دور جمعيات العلماء، كما أصبت مكانا مخصصا لحفلات الزفاف، وفي سنة 1975 انتقل رجل الأعمال الألماني-الكندي إلى هونغ كونغ الذي يعرف أيضا باسم (أب لان كواي فونغ) ورأى أن المدينة تحتاج لمطعم ذو طراز غربي، ففتح مطعم كاليفورنيا سنة 1983 التي تقاطر عليها العديد من السياح وأصبحت معها لان كواي فونغ شهيرة وفقرر زيمان استثمار مبلغ 32 مليون دولار في هذا الشارع فاشتراه كاملا، وبدأ عمليات التطوير العقاري وبناء أماكن للترفيه، فتطور كثيرا مع زيمان حتى أصبح الحي الأكثر شعبية في هونغ كونغ بين السياح والسكان المحليين، حتى أصبح يشكل في بعض الأوقات تشويشا كبيرا على حركة المرور مما أدى إلى منع دخول السيارات في أوقات معينة خاصة ليالي الجمعة والسبت حيث تمتلأ الساحة عن آخرها، وتصبح مرتعا للرقص في ديسكو (ديسكو ديسكو) الذي أسس سنة 1978.
في سنة 1993 امتلأت الساحة بأكثر من 15 ألف شخص مما أدى لتدافع كبير تسبب معه في مقتل 21 شخص.

## ميزات
يمكن أن تكون لان كواي فونغ المكان الأكثر شعبية في هونغ كونغ وهو معروف بنشاطه الليلي الكبير حيث يضم العديد من الحانات والنوادي الليلية والمطاعم، لذلك يعتبر شعبيا بين السكان المحليين والمقيمين والسياح، وارتفاع تكاليفه يجعل منه مكانا خاصا بالطبقات العليا من السكان نسبيا، ويكتظ المكان عن آخره في ليالي الجمعة والسبت حيت أنه يوقف حركة المرور في تلك المنطقة، والشيء المثير للاهتمام أيضا هو أن الحي يمتلئ أكثر بالجانب والمقيمين بينما السكان المحليين يمثله في المنطقة الطلاب والشباب بصفة عامة، وهي واحدة من الأماكن التي تطغى فيها اللغة الإنجليزية أكثر من أي لغة مع وجود بعض الناس يتواصلون بالصينية.

## مناسبات خاصة
تكون الحشود كبيرة في لان كواي فونغ في أعياد الهالوين ورأس السنة حيت تضطر معه الشرطة للسيطرة على الأمور كي لا يحدث مثلما حدث يوم 1 يناير 1993 حين توفي 21 شخصا وأصيب 48 آخرون في حادثة تدافع إبان الاحتفالات بالسنة الجديدة، الشوارع الضيقة وسوء الأحوال الطقسية وإهمال الشرطة كلها أسباب أدت لحدوث هذه الكارثة.